# Betrayed (песня)
«Betrayed» — песня американского рэпера Lil Xan, выпущенная для цифрового скачивания 20 июля 2017 года. Сингл достиг 64 позиции в американском Billboard Hot 100.

## Клип
Официальное музыкальное видео было выпущено 28 августа 2017 года на YouTube-канале Коула Беннетта. Клип имеет более 280 миллионов просмотров по состоянию на сентябрь 2020 года.

## Ремикс
Официальный ремикс песни включает гостевые стихи от Yo Gotti и Rich The Kid.

## Чарты

### Недельные чарты
| Чарты (2017-2018)                     | Высшая позиция |
| ------------------------------------- | -------------- |
| Канада (Canadian Hot 100)             | 49             |
| Португалия (AFP)                      | 63             |
| Швеция (Sverigetopplistan)            | 11             |
| США Billboard Hot 100                 | 64             |
| США Hot R&B/Hip-Hop Songs (Billboard) | 28             |
| США Rhythmic (Billboard)              | 22             |

### Годовые чарты
| Чарты (2018)                          | Высшая позиция |
| ------------------------------------- | -------------- |
| США Hot R&B/Hip-Hop Songs (Billboard) | 73             |

## Сертификации
| Регион | Сертификация | Продажи   |
| --- | ------------ | --------- |
| Австралия (ARIA) | Золотой      | 35 000    |
| США (RIAA) | Платиновый   | 1 000 000 |
| * Данные о продажах приведены только на основе сертификации. · ^ Данные о тиражах приведены только на основе сертификации. · Данные о продажах + прослушиваниях приведены только на основе сертификации. |              |           |